# Referência cruzada
Referência cruzada é uma relação ou vínculo semântico que se estabelece entre duas ou mais informações ou entre documentos. Nota remissiva, ou remissão.